# Ole Borre
Ole Borre (* 23. September 1932 in Odense; † 3. März 2023 in Aarhus) war ein dänischer Politikwissenschaftler, Soziologe und Hochschullehrer.

## Leben und Wirken
Ole Borre studierte Politikwissenschaft, Soziologie und Wirtschaftswissenschaft an der Universität Aarhus und legte dort 1960 seine Abschlussprüfung als cand. oecon. ab. Nach seinem Studium arbeitete er zunächst einige Jahre als EDV-Techniker u. a. bei IBM. 1965/66 erhielt er eine Anstellung als Dozent für Soziologie an der Universität Aarhus. Im Jahre 1974 übernahm er dort eine Professur für Soziologie und lehrte bis zu seinem Eintritt in den Ruhestand 2002. Forschungsaufenthalte führten ihn an die University of Michigan, die Universität Oxford und nach Nepal bzw. Ghana. Als Wissenschaftler betätigte sich Borre vor allem auf dem Gebiet der Politischen Soziologie, besondere im Zusammenhang mit der Untersuchung des Wahlverhaltens in Dänemark.
Ole Borre wurde mit dem dänischen Danebrogorden (Ritter 1. Grades) ausgezeichnet.

## Veröffentlichungen (Auswahl)
Monographien
- (mit Sushil R. Panday u. Chitra K. Tiwari): Nepalese political behaviour. Aarhus University Press, Aarhus 1994, ISBN 87-7288-483-5.
- (Hrsg., mit Elinor Scarbrough): The scope of government (= Beliefs in government, Bd. 3). Oxford University Press, Oxford 1995, ISBN 0-19-827954-X.
- (mit Jørgen Goul Andersen): Voting and political attitudes in Denmark. A study of the 1994 election. Aarhus University Press, Aarhus 1997, ISBN 87-7288-542-4.
- Issue voting. An introduction. Aarhus University Press, Aarhus 2001, ISBN 87-7288-913-6.

Aufsätze
- (mit Jan Stehouwer): Four general elections in Denmark, 1960–1968. In: Scandinavian political studies, Bd. 4 (1969), S. 133–148.
- (mit Daniel Katz): Party Identification and its Motivational Base in a Multiparty System. A Study of the Danish General Election of 1971. In: Scandinavian political studies, Bd. 8 (1973), S. 69–111.
- (mit Jerrold G. Rusk): The changing party space in Danish voter perceptions 1971–1973. In: European Journal of Political Research, Bd. 2 (1974), H. 2, S. 329–361.
- Denmark's Protest Election of December 1973. In: Scandinavian political studies, Bd. 9 (1974), S. 197–204.
- Recent trends in Danish voting behaviour. In: Karl H. Cerny (Hrsg.): Scandinavia at the polls (= AEI studies, Bd. 143). American Enterprise Inst. for Public Policy Research, Washington, D.C. 1977, S. 3–37, ISBN 0-8447-3240-0.
- The Danish election to European Parliament in June 1979. A new referendum? In: Scandinavian political studes, N.F., Bd. 2 (1979), S. 299–310.
- Electoral instability in four Nordic countries, 1950–1977. In: Comparative political studies, Bd. 13 (1980), H. 2, S. 141–171.
- Critical electoral change in Scandinavia. In: Russell J. Dalton u. a. (Hrsg.): Electoral change in advanced industrial democracies. Princeton University Press, Princeton, N.J. 1984, S. 330–364, ISBN 0-691-07675-8.
- Some results from the Danish 1987 election. In: Scandinavian political studies, N.F., Bd. 10 (1987), S. 345–356.
- Economic voting in Danish electoral surveys 1987–94. In: Scandinavian political studies, Bd. 20 (1997), S. 347–365.
- Critical issues and political alienation in Denmark. In: Scandinavian political studies, Bd. 23 (2000), S. 285–309.

- Social trust in the Baltic region. In: Nordeuropa-Forum, Bd. 15 (2005), H. 2, S. 75–94.

Außerdem zahlreiche weitere Veröffentlichungen in dänischer Sprache.
Festschrift
- Peter Gundelach (Hrsg.): From voters to participants. Essays in honor of Ole Borre. Politica, Aarhus 1992, ISBN 87-7335-079-6.